# Bongbong Marcos
Ferdinand "Bongbong" Romualdez Marcos Jr, född 13 september 1957 i Manila, är en filippinsk politiker som blev Filippinernas president 30 juni 2022. Han är son till Ferdinand Marcos, som var landets diktator fram till 1986.